# Sandharlander Heide
Die Sandharlander Heide ist ein Naturschutzgebiet (NSG) und Fauna-Flora-Habitat (FFH) in Abensberg im niederbayerischen Landkreis Kelheim in Bayern.

## Lage
Das Naturschutzgebiet befindet sich etwa 2,8 Kilometer nordwestlich von Abensberg. Das Gebiet ist deckungsgleich mit dem gleichnamigen FFH-Gebiet.

## Beschreibung
Die Geländekuppe wurde bis 1945 jahrhundertelang als Allmende beweidet. 1970 wurde sie als Naturschutzgebiet unter Schutz gestellt. Aufgrund einer eiszeitlichen Flugsandüberdeckung des Jurakalks (Weißer Jura) im Übergangsbereich zur Kreide der Albüberdeckung finden sich sowohl kalkreiche als auch saure Böden. Auf den nährstoffarmen Böden wurden über 200 Pflanzenarten nachgewiesen. FFH-Lebensraumtypen im Gebiet sind Naturnahe Kalktrockenrasen und deren Verbuschungsstadien (Festuco-Brometalia), Artenreiche montane Borstgrasrasen (und submontan auf dem europäischen Festland) auf Silikatböden, Pfeifengraswiesen auf kalkreichem Boden, torfigen und tonig-schluffigen Böden (Molinion caeruleae) sowie Magere Flachland-Mähwiesen (Alopecurus pratensis, Sanguisorba officinalis).